# Message (TIAのアルバム)
『message』（メッセージ）は、日本のシンガーソングライター・TIA（現：TiA）の2作目のアルバム。

## 解説
事務所・レーベル移籍後2作目のCD作品。ミニアルバム『Girl's Soul』からおよそ1年4ヶ月半、1stアルバム『humming』からは4年10ヶ月半ぶりのリリースとなる。
music.jpから配信限定シングルとしてリリースされた楽曲を中心に全11曲（ボーナス・トラックを含む）を収録。なお、『humming』以降にリリースされたCDシングル作品2作（「Promise」「ずっと ずっと…」）の楽曲は収録されていない。
収録曲「message〜会いたい〜」のPVとメイキング画像を収録したDVDが付属している。
本作と2012年にリリースされた3rdアルバム『Love Attendant』との間でTIAは芸名を再度TiAに改名し、メジャーレーベルのKnife Edgeに移籍したため、2012年1月現在本作がTIA名義およびインディーズレーベルからリリースされた最後のCD作品である。

## 収録曲
1. 誰よりキミを好きでいるから
  - 作詞：TIA/勝tomo大 作曲：Koyumi 編曲：Koyumi/Mo'doo-!(Shin-ichi Okano and Yutakeda)
  - 2009年10月14日から、music.jp限定で先行配信された。
2. クローサー
  - 作詞：TIA/勝tomo大/Hajimi Matsui 作曲：Hajimi Matsui 編曲：Makoto Shimoyama
3. Manner Mode feat.大田クルー 銀馬郎
  - 作詞：Hajimi Matsui/銀馬郎（ラップ部分） 作曲：Hajimi Matsui 編曲：Makoto Shimoyama
  - ヒップホップグループ・大田クルーメンバーの銀馬郎（ぎんまろ）がフィーチャリングアーティストとして参加。
4. 愛してる
  - 作詞：TIA 作曲：勝tomo大 編曲：Mo'doo-!
  - 2009年6月17日 music.jp先行配信、6月24日本配信。
5. My HERO
  - 作詞：TIA/Yutakeda 作曲：Mo'doo-! 編曲：Makoto Shimoyama
6. Future
  - 作詞・作曲：TIA 編曲：Mo'doo-!
  - 2009年4月22日 music.jp先行配信。
7. With You
  - 作詞・作曲：TIA 編曲：Mo'doo-!
  - 2009年1月14日 music.jp先行配信、1月21日本配信。実質的に移籍後の1stシングル。
8. HOME
  - 作詞：TIA 作曲：Mo'doo-! 編曲：barbora
9. キミノミカタ
  - 作詞・作曲：TIA 編曲：Mo'doo-!
  - 2009年2月25日 music.jp先行配信、3月4日本配信。
10. message〜会いたい〜
  - 作詞・作曲：TIA 編曲：Naoki Sekiya
  - TIA本人によると、この年の5月に死去した祖母のことを想って作った曲であるという[1]。
11. Sapphire -Satoshi Homura Remix- (bonus track)
  - 作詞：TIA/Yutakeda 作曲：TIA/Mo'doo-! リミックス：Satoshi Homura aka DJ FREAK (from MHONORAL)
  - ボーナス・トラック。Vシネマ『秋葉男Z』挿入歌。
  - ミニアルバム『Girl's Soul』収録曲「Sapphire」のリミックスバージョン。
  - 「愛してる」と同時に配信。

## DVD
1. message〜会いたい〜
2. Making Movie